# مهدی بابادی
مهدی بابادی (۵ فروردین ۱۳۷۰) عضو بازیکن والیبال نشسته اهل جمهوری اسلامی ایران است.

## افتخارات
وی به همراه تیم ملی والیبال نشسته ایران برای شرکت در بازی‌های پارالمپیک تابستانی ۲۰۱۶ عازم ریو دو ژانیرو شد، و توانست با شکست بوسنی و هرزگوین در دیدار نهایی به مقام قهرمانی مسابقات و نشان طلا دست یابد.
بابادی در سال ۱۳۹۲ عنوان بهترین ورزشکار مرد استان خراسان رضوی در بخش جانبازان و معلولین را دریافت کرد.